# St. Hedwig (Exter)
Die ehemalige römisch-katholische Kirche St. Hedwig liegt in Exter, einem Stadtteil der ostwestfälischen Stadt Vlotho im Kreis Herford in Nordrhein-Westfalen. Die Kirche St. Hedwig gehörte zur Pfarrgemeinde Heilig Kreuz (Vlotho) und somit zum Pastoralen Raum WerreWeser des Dekanats Herford-Minden im Erzbistum Paderborn. Die Kirche ist nach der heiligen Hedwig von Andechs benannt.

## Geschichte
Die Kirche St. Hedwig wurde zwischen 1977 und 1978 an der Solterbergstraße erbaut. Am 3. Dezember 1978 wurde die Kirche durch Weihbischof Paul Nordhues eingeweiht. Der Kirchenneubau ersetzte eine zuvor seit 1950 als Behelfslösung genutzte Notkirche im Tal des Exterbaches.
Nachdem die Anzahl der Gemeindemitglieder stetig sank, wurde schließlich im November 2020 die Schließung der Kirche durch den Pastoralverbund Werre-Weser bekannt gegeben. Wie das Kirchengebäude künftig genutzt werden soll, ist noch nicht bekannt.

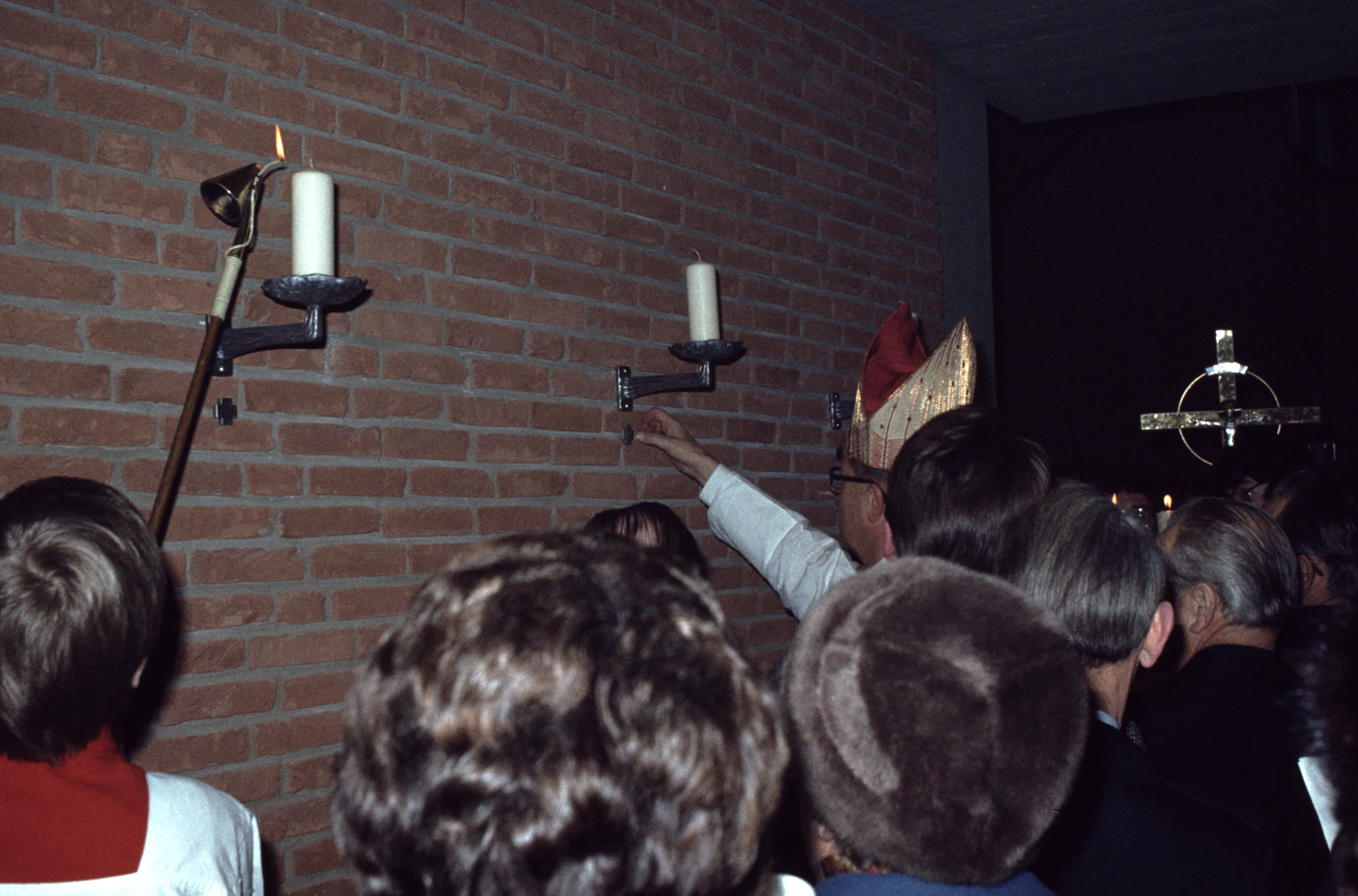
Segnung der Apostelleuchter

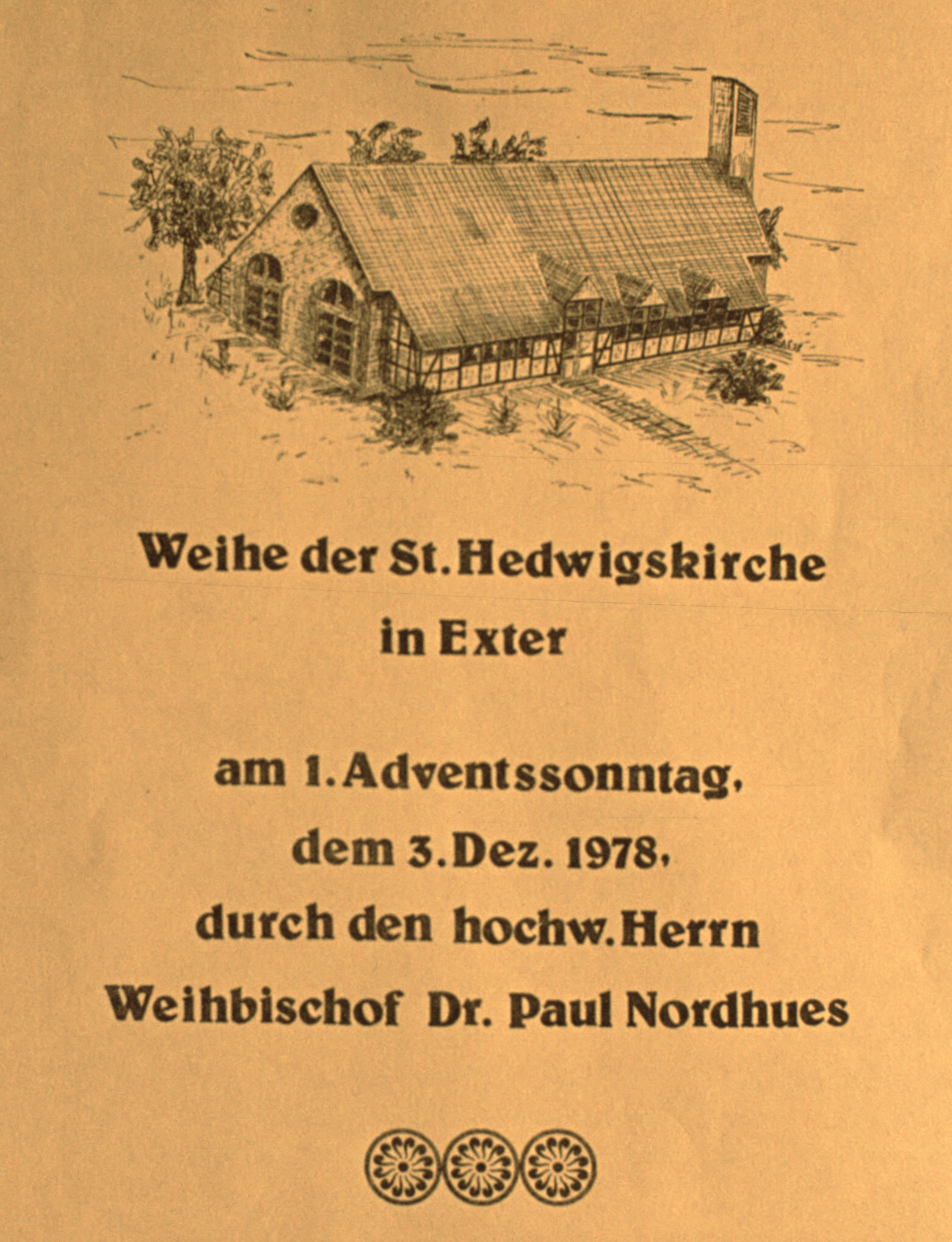
Einladung zur Kirchweihe

## Architektur
Die im Fachwerkstil mit Backsteinen erbaute Kirche hat ein Satteldach mit Giebelgauben. An der Ostseite ist ein mit Kupfer verkleideter Glockenturm mit Pultdach und aufgesetztem Kreuz angefügt. Innerhalb des Gebäudes war ein Gemeindezentrum integriert.

## Ausstattung
Altar, Tabernakel und Ambo im Kirchenraum sind mit sakralen Motiven im Metallgussverfahren gefertigt worden. Am Altar befindet sich eine Reliquie der heiliggesprochenen Maria Katharina Kasper. Über dem Altar ist ein großes, hölzernes Kruzifix, geschnitzt in den 1950er Jahren in Oberammergau, angebracht. In den Seitenflügeln der Kirche sind die fünfzehn Stationen des Kreuzweges dargestellt. Die Orgel der Kirche stammt aus dem Jahre 1984.